# ويليام بيتر (سياسي)
ويليام بيتر (بالإنجليزية: William Angus)‏ هو موظف مدني وأكاديمي وفلاح وضابط وسياسي بريطاني وأسترالي (وحمل سابقاً جنسية المملكة المتحدة لبريطانيا العظمى وأيرلندا)، ولد في 4 يونيو 1871 في أبردينشاير في المملكة المتحدة، وتوفي في 15 مايو 1965 في أستراليا. حزبياً، نشط في Liberal Union (South Australia) ‏. وقد انتخب عضو مجلس النواب جنوب أستراليا من الجمعية عن دائرة Electoral district of Albert (South Australia) ‏ وقد انضم خلال فترته النيابية (27 مايو 1915 – 9 أبريل 1921)  للكتلة البرلمانية Liberal Union (South Australia) ‏ وانتخب عضو مجلس النواب جنوب أستراليا من الجمعية عن دائرة Electoral district of Victoria and Albert ‏ وقد انضم خلال فترته النيابية (10 فبراير 1912 – 26 مايو 1915)  للكتلة البرلمانية Liberal Union (South Australia) ‏.